# Iris Calderhead

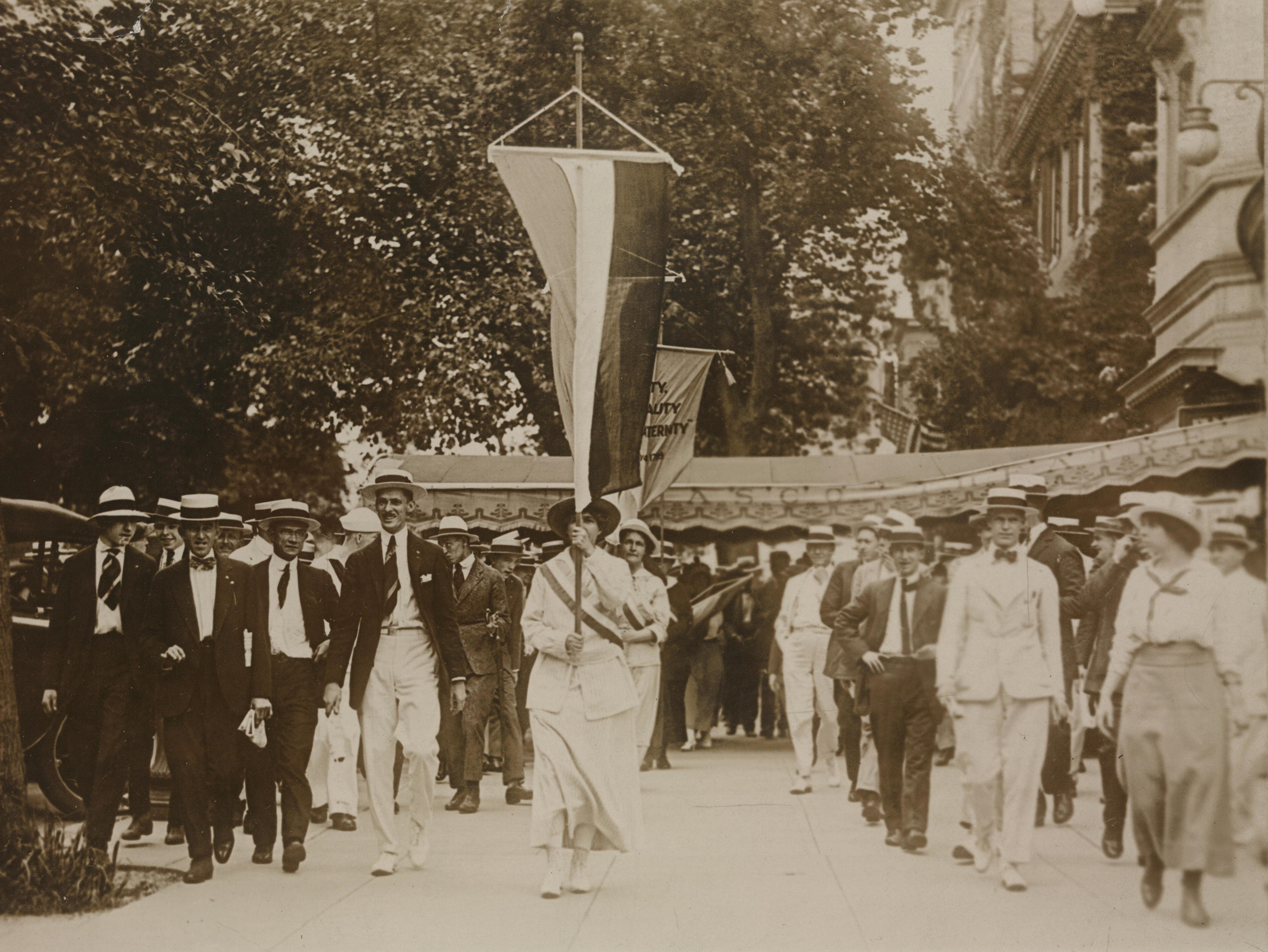
Iris Calderhead i altres sufragistes en una marxa

Iris Calderhead   (Marysville, 3 de gener de 1889 - Tucson, 6 de març de 1966) fou una sufragista del Partit Nacional de les Dones. Llicenciada en anglés per la Universitat de Kansas el 1910, obtingué el títol de postgrau en Bryn Mawr College el 1913. Era filla de William A. Calderhead, representant del Congrés pel cinqué Districte de Kansas del 1895 al 1911.

## Biografia
Calderhead estudià en la Universitat de Kansas des del 1906 fins al 1910. Durant aquest temps, fou membre de la fraternitat Pi Beta Phi, la qual promovia els avanços educatius de les dones.
Al 1910, publicà un article en la revista Modern Language Notes i va fer estudis de postgrau en Bryn Mawr, després d'haver obtingut una beca en aquesta institució. Del 1910 al 1911, fou becària graduada en anglés, i del 1912 al 1913 resident. En l'estiu del 1913 va estudiar en la Universitat de Chicago i tornà a Marysville per a ensenyar anglés i ciències. Al 1916, el seu treball sobre anglès mitjà aparegué en Modern Philology, i hi publicà per primera vegada fragments d'obres teatrals sobre la moral.

## Activisme

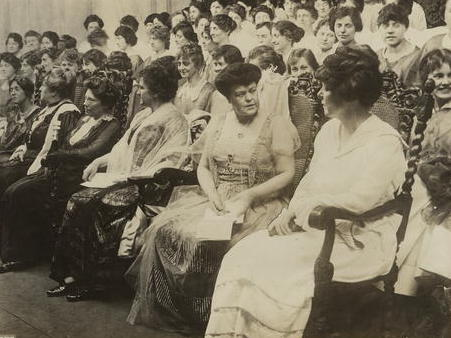
La Convenció de Dones Votants, San Francisco, 1915

Calderhead s'implicà en el moviment del sufragi femení quan conegué Doris Stevens i Lucy Burns, de la Unió del Congrés, a Nova York. La seua primera missió el 1915 fou ajudar a organitzar l'exhibició de la Unió en l'Exposició Internacional Panamà-Pacífic i la Convenció de Dones Votants: "Vaig recórrer un llarg camí per a treballar pel sindicat perquè el sufragi nacional em sembla el problema polític més gran del país", explicà.
El 1916, Calderhead, com a secretària de la Unió del Congrés de Kansas, envià una carta al Comité de la Cambra de la Judicatura, informant-los que el 15 de març, la quarta Convenció Republicana del districte de Kansas havia adoptat una resolució a favor del sufragi femení. L'agost d'aquest mateix any, el PNT envià equips a estats que ja havien atorgat el sufragi per a mobilitzar per una esmena federal per al sufragi femení. Calderhead anà a Arizona, que havia atorgat a les dones el dret a votar el 1912, acompanyada de Vivian Pierce, Ella Thompson, Helen Todd i Rose Winslow. S'hi trobaren amb l'oposició del Partit Demòcrata, i Calderhead informà que els membres del partit volgueren prohibir les reunions dels sufragistes. També viatjà a Oklahoma per a reclutar simpatitzants, i li comentà a un periodista del Món de Tulsa que "nosaltres, les dones de l'Oest [exclòs] hem de tractar de situar-nos en els llocs de les dones dels grans centres industrials de l'Est. Aquestes són les dones per a qui estem fent aquesta lluita per la llibertat. És literalment això: una lluita per l'alliberament".
Al juny de 1917, Calderhead fou arrestada en la Institució Smithsonian, on ella i la seua companya Elizabeth Stuyvesant havien planejat desplegar una pancarta durant una visita del president Woodrow Wilson. El 14 de juliol del 1917, la tornaren a arrestar per formar piquets a la Casa Blanca i estigué tres dies a l'Occoquan Workhouse.
De gener a juny del 1918, Calderhead feu una gira de conferències per Colorado, Massachusetts, Ohio i Pennsilvània.
El seu activisme no es detingué després de l'assoliment del sufragi als Estats Units. El 1932 va parlar davant el comité d'Afers exteriors de la Cambra sobre els drets de les dones en la Lliga de les Nacions.

## Vida privada
Iris Calderhead nasqué el 3 de gener del 1889 a Marysville, Kansas; sos pares foren Alice Gallant Calderhead i William Calderhead.
Calderhead es casà amb John Brisben Walker (mort el 1931) el 1918 i es traslladaren a Mont Morrison, Colorado. El 1919, Walker i Calderhead crearen una publicació per a promoure "discussions obertes i audaces sobre les grans preguntes del dia". Durant la Gran Depressió, fou funcionària de la Divisió d'Assessors del Consumidor de l'Administració d'Ajust Agrícola i autora de l'informe del 1936, Serveis al consumidor d'agències governamentals.
Al 1941, es casà amb Wallace Pratt, i es traslladaren a McKittrick Canyon, a Nou Mèxic. Se n'anaren a Arizona al 1960, perquè Calderhead pogués rebre tractament per a l'artritis. Calderhead va morir el 6 de març del 1966 a Tucson (Arizona).